# Gerechter Preis
Als gerechter Preis (lateinisch iustum pretium) wird ein nach ethisch-normativen Kriterien ermittelter Preis bezeichnet, der beim Austausch von Gütern zugrunde gelegt wird. Die Frage der Preisgerechtigkeit ist Thema der Wirtschaftsethik und in ihrem Ursprung auf Aristoteles zurückzuführen. Zur Beurteilung, ob ein gerechter Preis vorliegt, muss geklärt werden, welcher Gerechtigkeitsmaßstab einem Urteil über den Preis zugrunde liegt, auf welche Weise der Preis ermittelt wurde und ob diese Preisermittlung dem gewählten Maßstab für die Gerechtigkeit entspricht.

## Allgemeines
Geht man vom Prinzip der Tauschgerechtigkeit (lateinisch iustitia commutativa) aus, steht die Frage der Äquivalenz im Vordergrund. Gerecht sind Preise, wenn sich Leistung und Gegenleistung entsprechen. Der Käufer muss alle Sachinformationen zum erworbenen Gut haben, und es darf keine Verzerrungen durch das Ausnutzen besonderer Konstellationen, zum Beispiel überhöhte Wasserpreise bei Dürre, vorliegen. Tauschgerechtigkeit orientiert sich am Leistungsprinzip. Dem voraus geht das Prinzip der Verteilungsgerechtigkeit (iustitia distributiva), das sich an den Bedürfnissen orientiert. Danach sind Preise ungerecht, die einem Teil der Gesellschaft nicht zumindest eine angemessene Grundversorgung gewährleisten.
Aus juristischer Sicht sind Preise, die sittenwidrig sind, verboten. Hierzu zählt insbesondere der Wucher, also ein Missverhältnis von Leistung und Gegenleistung unter Ausnutzung einer Notlage.

## Probleme der Preisbeurteilung
Ein Preis wird gebildet, wenn es zum Austausch von Gütern kommen soll. Dabei kann der Preis von irgendjemandem (politisch) festgelegt werden (Administrierter Preis) oder er ergibt sich auf dem Markt als Marktpreis durch das Zusammenspiel von Angebot und Nachfrage. Bei der Beurteilung eines Preises – unabhängig davon, ob politischer Preis oder Marktpreis – unterscheidet man den Gebrauchswert und den Tauschwert. Zwischen diesen beiden subjektiven Maßstäben besteht das so genannte Wertparadox. Ein Gut mit hohem Gebrauchswert, wie Wasser oder ein von einem Verwandten gemaltes Bild, kann bei hoher Verfügbarkeit einen sehr niedrigen Tauschwert haben. Andererseits können Güter mit einem niedrigen Gebrauchswert, beispielsweise Luxusgüter wie Diamanten, einen sehr hohen Tauschwert haben. Aus sozialer Sicht problematisch sind Güter, die zugleich einen sehr hohen Gebrauchswert und einen sehr hohen Tauschwert haben. Dies ist zum Beispiel der Fall, wenn Nahrungsmittel oder Wohnraum so teuer sind, dass die armen Teile einer Bevölkerung sie sich nicht leisten können.
Um der Problematik der Preisbestimmung mit subjektiven Maßstäben zu entgehen, wurde in der Geschichte der Preistheorie vorgeschlagen, als objektiven Preis den Arbeitswert eines Gutes heranzuziehen (Arbeitswerttheorie bei Smith, Ricardo und Marx). Wenn in der gesamten Volkswirtschaft die gleichen Arbeitswerte zugrunde gelegt werden, kann danach Tauschgerechtigkeit erreicht werden. Aber auch die Ermittlung eines objektiven Preises hat ihrerseits Probleme. Zum einen wird unterstellt, dass die zu einem bestimmten Arbeitswert erzeugte Ware auch verkaufbar ist, also eine Nachfrage zum objektiven Wert überhaupt besteht. Ein objektiver Wert setzt zum anderen voraus, dass der Lohn jeglicher Arbeit in gleicher Weise bemessen wird, zum Beispiel nach der Arbeitszeit. Aufgrund persönlich unterschiedlicher Fähigkeiten ist aber die Arbeitsleistung pro Zeiteinheit nicht für jeden gleich. Außerdem spielen die Produktionsbedingungen eine wichtige Rolle. So führt die Erzeugung einer bestimmten Getreidemenge auf einem kargen Boden im Bergland oder in einer fruchtbaren Flussebene zu unterschiedlichem zeitlichen Arbeitsaufwand. Da das Produkt homogen ist, wird ein Käufer nicht bereit sein, den höheren Arbeitsaufwand durch einen höheren Preis zu honorieren.
Ein neuer Ansatz in der Preistheorie ergab sich durch eine Verschiebung der Fragestellung im ausgehenden 19. Jahrhundert. Thema war nicht mehr der „richtige“ Preis eines Gutes, sondern die Frage, bei welchem Preis Angebot und Nachfrage zur Deckung kommen. Dies führte zu der Überlegung, dass ein Käufer genau das Produkt kauft, das ihm den größten zusätzlichen Nutzen, den Grenznutzen bringt (Carl Menger, Walras, Jevons). Die Grenznutzentheorie folgt der Hypothese, dass bei knappen Gütern aufgrund der hohen Preise die Anbieter solange mehr produzieren, wie Nachfrage vorhanden ist. In der Folge verringert sich die Knappheit schrittweise und die Preise sinken allmählich solange, bis sich im Markt ein Preis einstellt, bei dem Angebot und Nachfrage gleich hoch sind und ein Marktgleichgewicht erreichen. Ein solches Gleichgewichtsmodell setzt strenge Anforderungen voraus: Vollkommene Konkurrenz, Markttransparenz und fehlende Transaktionskosten. Neuere Modelle der Industrieökonomik differenzieren nach Situationen des unvollkommenen Marktes (Monopol, Oligopol etc.), fragen aber weiterhin nach der Art und Weise, wie sich Preise im Markt bilden und verwenden das Konzept des Grenznutzens. Da es sich um reine Erklärungsmodelle für Preise handelt, kann mit diesen Konzepten die Frage nach der Gerechtigkeit von Preisen nicht beurteilt werden. Marktmacht, soziale Ungleichheit oder Preisdiskriminierung werden in ihren Auswirkungen dargestellt, aber nicht normativ bewertet.

## Geschichte

### Aristoteles
Die Unterscheidung von Tausch- und Verteilungsgerechtigkeit geht auf Aristoteles zurück. Grundlage des Tausches ist für ihn der Bedarf. Im Tausch herrscht zunächst Gerechtigkeit, wenn Leistung und Gegenleistung sich entsprechen. Allerdings ist darauf zu achten, dass bei der Bemessung der Leistung auf die gesellschaftlichen Verhältnisse Rücksicht genommen wird: „Wie also der Baumeister zum Schuster, in demselben Maße verhalten sich die Schuhe zum Haus oder zum Nahrungsmittel; wäre das nicht möglich, so gäbe es weder Tausch noch Gemeinschaft“ Je nach gesellschaftlicher Stellung, kann also die Leistung unterschiedlich bewertet werden. Die iustitia distributiva (Verteilungsgerechtigkeit) muss für eine Ordnung sorgen, in der nach der iustitia commutativa (Tauschgerechtigkeit) gehandelt werden kann.

### Christliche Lehre

#### Albertus Magnus und Thomas Von Aquin
In seiner Kommentierung zu Aristoteles betonte Albertus Magnus, dass zur Preisgerechtigkeit die Berücksichtigung der aufgewendeten Arbeit und des eingesetzten Materials gehört. Auch Thomas von Aquin stützt sich auf Aristoteles. Er bestimmt den Wert eines Gutes als Marktpreis: „Der Wert der Dinge aber, die zum Nutzen des Menschen in Umlauf kommen, wird nach dem bezahlten Preis bemessen.“ Er schränkt allerdings ein: „Teurer verkaufen oder billiger einkaufen, als eine Sache wert ist, ist also an sich ungerecht und unerlaubt.“  Insbesondere das Ausnutzen einer Notlage ist untersagt, weil der überhöhte Preis nicht auf eine Leistung des Verkäufers zurückzuführen ist. Andererseits hält Thomas im Gegensatz zu Aristoteles, der dies als Chrematistik ablehnte, maßvolle Gewinne aus dem Handel für zulässig. So darf der Preis auch eine Vergütung für den entgangenen Nutzen des Verkäufers sein.

#### Thomas Cajetan und Gabriel Biel
Während bei Aristoteles und Thomas noch wichtig war, dass der Preis nicht zu einer Veränderung der gesellschaftlichen Ordnung führen soll, findet sich bei Thomas Cajetan die Auffassung, dass ein Preis auch dann gerechtfertigt ist, wenn er mehr ausmacht, als dem Verkäufer zur Wahrung seiner Bedürfnisse nötig ist, weil dadurch ein Aufstieg in einen höheren Stand möglich wird. Auch Gabriel Biel sah den Handel positiv. Für ihn war der gerechte Preis bestimmt vom Bedarf an einem Gut, von dessen Seltenheit und vom Aufwand zu seiner Produktion. Dabei sprach er dem Kaufmann auch einen Lohn als Aufschlag zu.

#### Schule von Salamanca
Die Juristen und Theologen der Schule von Salamanca betrachteten in ihren Überlegungen über das Vertragsrecht oft die Festsetzung eines gerechten Preises als Mittel, um die Tauschgerechtigkeit innerhalb des Vertragsverhältnisses zu verwirklichen.
Nach Diego de Covarrubias y Leyva sollte der gerechte Preis eines Gutes niemals in seiner Natur selbst oder in der Arbeit liegen, die für seine Produktion notwendig ist, sondern in der allgemeinen Wertschätzung der Menschen (communis aestimatio hominum). Die Vertragsparteien, obwohl sie in ihrem Willen frei sind, müssen sich daher disziplinieren, um den Nutzen, den der Vertrag für die andere Partei haben wird, nicht zu berücksichtigen, um die Ausbeutung der Bedürfnisse und Leidenschaften anderer zu vermeiden. Aus diesem Grund widersetzen sich die Mitglieder der Schule von Salamanca manchmal den Marktpreisen, die in Fällen von Monopolen oder für Grundbedarfsgüter zugunsten von Preisen aufgegeben werden müssen, die von den öffentlichen Behörden festgelegt werden, die sich mehr um das Gemeinwohl kümmern.
Ebenso betrachtet die Schule von Salamanca, dass es einen gewissen Spielraum in der Idee des gerechten Preises gab, im Gegensatz zur mittelalterlichen scholastischen Tradition. So betrachtet Pedro de Oñate diesen Begriff als abhängig von menschlichen Bedürfnissen und Kenntnissen und lehnt daher die Idee eines gerechten objektiven Preises ab, der von Gott bestimmt wurde.
Im Falle einer Verletzung des gerechten Preises betrachteten die Kanonisten den unverdienten Gewinn als Diebstahl, der durch den Siebenten Gebot verboten und somit eine Quelle der Sünde war. Nur die Rückgabe, die vom Beichtvater unter Androhung der Absolution verweigert wurde, konnte das Gleichgewicht des Vertrages wieder herstellen.

#### Martin Luther
Im Gegensatz zur Auffassung der Schule von Salamanca sprach sich Martin Luther für einen „objektiven“ Preis aus, der sich nach Arbeit, Kosten, Mühe und Risiko bestimmt. Allerdings sah er das Problem, einen angemessenen Wert hierfür zu finden: „Es ist ja nicht möglich, so genau festzulegen, wieviel du mit solcher Mühe und Arbeit verdient hast. Es genügt, daß du mit gutem Gewissen danach trachtest, das rechte Maß zu treffen, obwohl es doch eine Eigenart des Handels ist, daß man das unmöglich schafft.“

### Hobbes
Zum Bruch mit der Tradition, im Preis sowohl subjektive, als auch objektive Maßstäbe zur Geltung zu bringen kam es bei Thomas Hobbes. Sein Gesellschaftsmodell beruht auf der Vertragskonzeption, die auch für die Preisfindung maßgeblich ist: „Der Wert aller Gegenstände eines Vertrags bemißt sich nach dem Verlangen der Vertragspartner, und deshalb ist der gerechte Wert der, den sie zu zahlen bereit sind“. Die Verteilungsgerechtigkeit findet hier keinen Eingang mehr. Der Preis ist ausschließlich subjektiv bestimmt. Dies gilt auch für die menschliche Leistung: „Die Geltung oder der Wert eines Menschen ist wie der aller anderen Dinge sein Preis. Das heißt, er richtet sich danach, wieviel man für die Benützung seiner Macht bezahlen würde, und ist deshalb nicht absolut, sondern von dem Bedarf und der Einschätzung eines anderen abhängig. […]Denn mag jemand, wie es die meisten Leute tun, sich selbst den höchsten Wert beimessen, so ist doch sein wahrer Wert nicht höher, als er von anderen geschätzt wird“. Für Hobbes ist Arbeit ein Gut wie jedes andere, dessen Preis sich auf dem Markt ermittelt, wobei der Preis sich nach der Wertschätzung (Gebrauchswert) der Nachfrage richtet.

### Adam Smith
Adam Smith ist bekannt für sein Eintreten für den Markt, dessen „unsichtbare Hand“ zu einer höheren Effizienz und damit zu einem höheren Wohlstand als die staatliche Lenkung des von ihm kritisierten Merkantilismus führt. Um zu untersuchen, welchen Tauschwert eine Ware haben sollte, befasste Smith sich mit der Angebotsseite. Danach muss der Preis sowohl ein Einkommen für die Arbeit als ursprünglicher Wertschöpfung, aber auch das Kapital, das für Produktionsmittel investiert wurde, und schließlich auch für den Grundbesitzer als Bodenrente ermöglichen. „[Es] ist der Wert einer Ware für seinen Besitzer, der sie nicht selbst nutzen oder konsumieren, sondern gegen andere tauschen möchte, gleich der Menge Arbeit, die ihm ermöglicht, sie zu kaufen oder darüber zu verfügen. Arbeit ist demnach das wahre oder tatsächliche Maß für den Tauschwert aller Güter.“

### Kant
Für Immanuel Kant kann man die Forderung nach einem gerechten Preis aus seinen Überlegungen zum Kategorischen Imperativ ableiten, wo er bezogen auf das „Reich der Zwecke“ feststellt, dass alles entweder einen Preis oder eine Würde hat. „Was einen Preis hat, an dessen Stelle kann auch etwas anderes, als Äquivalent, gesetzt werden; was dagegen über allen Preis erhaben ist, mithin kein Äquivalent verstattet, das hat eine Würde.“ (GMS BA 77). Durch den Anspruch auf seine Würde hat der Mensch, der niemals nur als Mittel, sondern stets auch als Zweck zu behandeln ist, auch Anspruch, in der Gerechtigkeit Gegenseitigkeit zu erfahren. Dies gilt insbesondere auch für den Lohn als Preis der Arbeit.

### Karl Marx
In der Arbeitswertlehre von Karl Marx hat die Arbeit einen Doppelcharakter: „Alle Arbeit ist‚ einerseits Verausgabung menschlicher Arbeitskraft im physiologischen Sinn, und in dieser Eigenschaft gleicher menschlicher oder abstrakt menschlicher Arbeit bildet sie den Warenwert. Alle Arbeit ist andrerseits Verausgabung menschlicher Arbeitskraft in besonderer zweckbestimmter Form, und in dieser Eigenschaft konkreter nützlicher Arbeit produziert sie Gebrauchswerte.“ Die konkrete Arbeit an einem Produkt schafft einen nützlichen Gebrauchswert. Abstrakt geht Arbeit hingegen als Arbeitszeit in den Tauschwert eines Produktes ein, der den Preis einer Ware auf dem Markt bestimmt. „Der Tages- oder Wochenwert der Arbeitskraft ist durchaus verschieden von der täglichen oder wöchentlichen Betätigung dieser Kraft, genauso wie das Futter, dessen ein Pferd bedarf, durchaus verschieden ist von der Zeit, die es den Reiter tragen kann. Das Arbeitsquantum, wo durch der Wert der Arbeitskraft des Arbeiters begrenzt ist, bildet keineswegs eine Grenze für das Arbeitsquantum, das seine Arbeitskraft zu verrichten vermag.“ Neben der grundsätzlichen Idee des Arbeitswertes übernahm Marx von David Ricardo den Hinweis, dass das Kapital Investitionen nach der Profitrate der einzelnen Branchen vornimmt und somit die Gewinnmöglichkeit zur Steuerung des Kapitaleinsatzes beiträgt. Der Einsatz von Kapital bestimmt aber die jeweiligen Produktionspreise. Durch die Produktionsverhältnisse des Kapitalismus löst sich der Wert der Arbeit vom Wert der Ware und wird selbst zur Ware. Hierdurch kommt es zur Entfremdung, Landflucht und Verarmung. Spätestens bei Marx wird die Frage des gerechten Preises zu einer Frage der Sozialen Gerechtigkeit, auch wenn Marx und Engels selbst die Lösung der Verteilungsprobleme im Historischen Materialismus nicht als eine Frage von Gerechtigkeit, sondern in der Überwindung des Kapitalismus sahen:
„Die materialistische Anschauung der Geschichte geht von dem Satz aus, daß die Produktion, und nächst der Produktion der Austausch ihrer Produkte, die Grundlage aller Gesellschaftsordnung ist; daß in jeder geschichtlich auftretenden Gesellschaft die Verteilung der Produkte, und mit ihr die soziale Gliederung in Klassen oder Stände, sich danach richtet, was und wie produziert und wie das Produzierte ausgetauscht wird. Hiernach sind die letzten Ursachen aller gesellschaftlichen Veränderungen und politischen Umwälzungen zu suchen nicht in den Köpfen der Menschen, in ihrer zunehmenden Einsicht in die ewige Wahrheit und Gerechtigkeit, sondern in Veränderungen der Produktions- und Austauschweise; sie sind zu suchen nicht in der Philosophie, sondern in der Ökonomie der betreffenden Epoche.“ Marx empfahl daher der Arbeiterschaft: „Statt des konservativen Mottos: ‚Ein gerechter Tagelohn für ein gerechtes Tagewerk!‘, sollte sie auf ihr Banner die revolutionäre Losung schreiben: ‚Nieder mit dem Lohnsystem!‘“

### Modernen Ökonomen
Für den Ökonomen Gustav v. Schmoller, der den Kathedersozialisten zuzurechnen ist, ging es darum, in der ökonomischen Theorie auch ethische Werte zur Geltung kommen zu lassen. Bei ihm tritt neben die Tauschgerechtigkeit auch wieder die Verteilungsgerechtigkeit in Form von gesellschaftlichen Institutionen: „Wir fordern heute vor Allem neben dem gerechten Tauschverkehr gerechte volkswirthschaftliche Institutionen, das heißt, wir fordern, daß die Komplexe von Regeln der Sitte und des Rechts, welche Gruppen zusammen arbeitender und zusammen lebender Menschen nach bestimmten Seiten hin beherrschen, in ihren Resultaten mit denjenigen Idealvorstellungen im Einklang bleiben, welche auf Grund unserer sittlichen und religiösen Vorstellungen die heute herrschenden oder zur Herrschaft gelangenden sind.“ In diesem Sinne spricht sich Schmoller für staatliche Eingriffe bei Marktversagen aus. Die behördliche und die freie Preisbildung haben jeweils ihre Vor- und Nachteile und müssen sich deshalb gegenseitig korrigieren.
Auch Oswald von Nell-Breuning als bedeutender Vertreter der katholischen Sozialethik hielt einen Dualismus von staatlichen und am Markt gebildeten Preisen für sachgerecht. In der Wirtschaftspolitik geht es im ersten Schritt darum, eine vernünftige Ordnung, die auch ethische Prinzipien berücksichtigt, zu schaffen: „Gegenstand der gesellschaftlichen Strukturpolitik ist darum zunächst die Zielwahl: welche Sozialstruktur führt bei der derzeitigen gesamten Verumständung, soweit diese als Gegebenheit hinzunehmen ist, zum Wohlbefinden der Glieder des Sozialkörpers? Sodann die Mittelwahl, unter der im ökonomischen Bereich mit an erster Stelle steht die Setzung derjenigen Daten, die zu jenem Gefüge der Löhne und Preise und damit zu jener Einkommens- und in weiterer Sicht Vermögens-Schichtung führen, die den Unterbau abzugeben geeignet sind für die als richtig erkannte Sozialstruktur.“ Zielfunktion der Wirtschaft ist eine optimale Bedürfnisbefriedigung und die Gewährleistung der Unterhaltsfürsorge. Wenn es eine richtig gestaltete Ordnung gibt, stellt sich auch im Markt unter Anwendung des Äquivalenzprinzips (Tauschgerechtigkeit) ein sachgerechter Preis ein. „Die Bestimmungsgründe des Wertes sind zugleich die Bestimmungsgründe des ‚richtigen‘ Preises, und der ‚richtige‘ Preis im volkswirtschaftlichen Sinn ist der ‚gerechte‘ Preis im Sinne der Moral“ Staatliche Eingriffe können geboten sein, wenn sich missbräuchliche Verhältnisse, vor allem Marktmacht durch Monopole und Kartelle, ergeben. Grundsätzlich gelten aber der Vorrang der Wirtschaft und das Prinzip der Subsidiarität.
Bündig formuliert der Soziologe Niklas Luhmann seinen historischen Begriff der Sache so:

„Soziologisch gesehen bezog sich die Semantik des 'gerechten Preises' mithin auf moralische Vorgaben, damit auf das Gesellschaftssystem im ganzen, also auf allgemeine Bedingungen menschlichen Zusammenlebens und im besonderen auf Schichtung. Sie richtete sich gegen rein individuelles Gewinnstreben unter Ausnutzung aller sich anbietenden Möglichkeiten. Die Semantik 'gerechter Preis' ist mithin zu lesen vor dem Hintergrund der Differenz von Gemeinwohl (das jedem Individuum sein Recht zukommen läßt) und Eigensucht.“

## Heutige Bedeutung
Das Konzept des gerechten Preises wird in den an der Marktwirtschaft orientierten modernen Wirtschaftswissenschaften auf breiter Front als nicht praktikabel angesehen – u. a. weil es keine objektive Möglichkeit zur Bestimmung eines „gerechten“ Preises gibt. Nach Einführung der Sozialgesetzgebung, die ein Existenzminimum gewährleistet, wurde in den westlichen Industrieländern mehrheitlich das Marktpreis-Prinzip akzeptiert, das die Preisbildung dem Angebot und der Nachfrage überlässt. Lohngerechtigkeit wird im Verhandlungsprozess zwischen Arbeitnehmern und Arbeitgebern ohne Beteiligung des Staates durch deren Verbände hergestellt. Aufgabe der Ordnungspolitik ist die Gestaltung der Rahmenordnung, zum Beispiel zur Verhinderung von Verzerrungen der Preise durch Wettbewerbspolitik. Interventionistische Eingriffe des Staates oder allgemeine staatliche Preisregelungen werden überwiegend mit dem Argument der mangelnden Effizienz abgelehnt. Umstritten ist, in welchem Umfang der Staat mit Sozialpolitik in die Wirtschaftsordnung eingreifen soll und ob eine Angebotspolitik oder eine Nachfragepolitik der wirtschaftlichen Entwicklung besser dient. Weicht der Marktpreis zu sehr vom „gefühlten“ gerechten Preis ab, so greift die Politik auch heute noch durch Marktregulierung in die Preisbildung ein – beispielsweise durch besondere Steuern (Tabaksteuer, Mineralölsteuer), staatliche Zulagen, steuerliche Absetzbarkeit, eine reduzierte Mehrwertsteuer, gesetzliche Regelungen wie Ver- oder Gebote. Im Fall steigender Rohölpreise reagierte die deutsche Bundesregierung durch die Freigabe staatlicher Lagerbestände. Die Frage des gerechten Preises spiegelt sich noch in der Diskussion um Mindestlöhne, die bei voller Arbeitszeit zumindest ein auskömmliches Leben sicherstellen sollen, oder um die Gehälter von Managern wider.

## Fairer Handel
Im Außenhandel wird unter dem Stichwort fairer Handel von einer Reihe von Organisationen versucht, Waren aus Entwicklungsländern zu einem fairen (das heißt gerechten) Preis zu verkaufen.

## Abgrenzung: Fair Value
Im Rahmen der Bewertung von Vermögensgegenständen nach IFRS wird ein Fair Value ermittelt. Dieser ist aber gerade kein gerechter Preis im Sinne dieses Artikels, sondern der Versuch, eine Bewertung möglichst nah am Marktpreis zu finden.